# Trenčianske Jastrabie
Trenčianske Jastrabie és un poble i municipi d'Eslovàquia que es troba a la regió de Trenčín.

## Història
La primera menció escrita de la vila es remunta al 1269.

## Demografia
| Godina             | 1994 | 2004   | 2014   | 2024    |
| ------------------ | ---- | ------ | ------ | ------- |
| Nombre de persones | 1224 | 1206   | 1214   | 1391    |
| Diferència         |      | −1,47% | +0,66% | +14,57% |

| Godina             | 2023 | 2024   |
| ------------------ | ---- | ------ |
| Nombre de persones | 1382 | 1391   |
| Diferència         |      | +0,65% |